# Luz de Luna (opening de Sailor Moon)
Luz de Luna es la versión para Latinoamérica del tema de apertura principal de la serie de anime japonesa Sailor Moon. Fue interpretada por Marisa de Lille,  actriz y cantante mexicana que se ha destacado por participar en el doblaje y la banda de sonido de varios anime ampliamente conocidos como  Dragon Ball, Slam Dunk, Bikkuriman, Digimon, Sailor Moon, Sally, la bruja, Robots Ninja, Dr. Slump, entre otros.

## Títulos y versiones
- Japón: ムーンライト伝説 (Moonlight Densetsu)[2]
- Estados Unidos: Sailor Moon Theme
- Latinoamérica: Luz de Luna

## Canción original
«Moonlight Densetsu» (en japonés: ムーンライト伝説, romanización Hepburn: Mūnraito Densetsu; lit. «Leyenda de la luz de la luna») es la canción que sirvió como tema de apertura para la serie de anime Sailor Moon. La canción original japonesa, Moonlight Densetsu, fue interpretada por DALI y compuesta por Tetsuya Komoro, con letra de Kanako Oda. 
La canción fue lazanda en Japón el 21 de marzo de 1992, en un sencillo compartido por Dali y Misae Takamatsu titulado "Moonlight Densetsu / Heart Moving" (ムーンライト伝説/HEART MOVING). La versión de Dali de "Moonlight Densetsu" fue incluida como apertura para las dos primeras temporadas del animé. Otra versión posterior interpretada por la banda Moon Lips estuvo presente en las dos siguientes temporadas.
En 1992, la canción fue objeto de una controversia por presunta infracción de derechos de autor debido a su similitud con la melodía de la canción Sayonara wa Dansu no Ato ni (さよならはダンスのあとに), compuesta por Hirooki Ogawa en 1965. Ogawa, quien también era auditor de la Sociedad Japonesa de Derechos de Autor, Compositores y Editores (JASRAC), reconoció la melodía al escucharla en la televisión y presentó una queja formal. Para evitar un escándalo público, las partes involucradas optaron por resolver el asunto mediante arbitraje en lugar de un litigio judicial. El acuerdo resultante incluyó una compensación económica para Ogawa, aunque los detalles específicos no se hicieron públicos.

## Letra y adaptación anglosajona
La versión en inglés del tema de apertura de Sailor Moon se llama Sailor Moon Theme. fue producida por DiC Entertainment para la adaptación norteamericana de la serie. La letra fue escrita por Andy Heyward y los arreglos musicales estuvieron a cargo de Bob Summers, quien también se encargó de la producción musical a través de Don Perry Music.  La canción fue interpretada por Nicole Price y Brynne Price. 
Esta versión mantiene la melodía de la original japonesa pero con letra adaptada al inglés, enfocándose en presentar a los personajes y la misión de Sailor Moon para una audiencia angloparlante.

## Letra y adaptación latina
La versión en español latinoamericano del tema de apertura de Sailor Moon, titulada Luz de Luna, fue interpretada por Marisa de Lille. La producción musical estuvo a cargo de Vito Hernaez, con la ingeniería de grabación realizada en Estudio 19 en Chile. La autoría de la adaptación al español habría estado a cargo de la directora musical y actriz de doblaje Loretta Santini. También estuvieron a cargo de En mis sueños, la adaptación de la canción Heart Moving (ハートのうた, Hāto no Uta).
La adaptación en español conserva la temática romántica y mágica del anime, centrada en la protagonista, Usagi Tsukino, y su alter ego Sailor Moon. La letra se ajusta al ritmo de la versión original japonesa, respetando la estructura musical.

## Publicación
La versión latina de Luz de Luna, interpretada por Marisa de Lille, y conocida en 1995, no fue publicada oficialmente. No existió en formato físico fuera de su formato televisivo.  Pero fue publicada por primera vez en 1998 en el álbum Sailor Moon SuperS, lanzado en Chile por Warner Music Chile, incluyendo varias canciones de la serie adaptadas al español latinoamericano siendo su intérprete  Vanessa Henríquez. 
Recién en 2011 fue publicada una versión con  Marisa de Lille dentro del álbum Ofrenda Lunar: Tributo a Sailor Moon, publicado por Anison Latino, que recopila versiones extendidas de los temas musicales de la serie para su distribución comercial.

## Recepción y legado
Luz de Luna se convirtió en un ícono del anime en Latinoamérica, siendo recordada como uno de los openings más emblemáticos de la década de 1990. La canción ha sido versionada en conciertos, tributos y recopilaciones de música de anime.